# Human Behavior and Evolution Society
Human Behavior and Evolution Society – stowarzyszenie naukowe skupiające specjalistów w zakresie psychologii ewolucyjnej. Celem jego działalności jest propagowanie podejścia ewolucjonistycznego do rozwiązywania różnych problemów z zakresu etologii człowieka, w tym wykorzystywania odkryć z etologii zwierząt.
Stowarzyszenie zostało powołane na organizowanej przez Uniwersytet Michigan konferencji dotyczącej ewolucji, psychologii i psychiatrii 29 października 1986 r. Wydaje pismo Evolution and Human Behavior.  
Członkostwo stowarzyszenia ma dwie kategorie – zwykłe i studenckie. Rada stowarzyszenia składa się z 10–15 członków (w tym pięcioro członków zarządu, przedstawiciel studentów i in.) Stowarzyszenie tworzy kilka komitetów ds. przyznawania nagród kilku kategorii: za całokształt osiągnięć naukowych, dla młodych naukowców, za najlepszą publikację w Evolution and Human Behavior (nagroda im. Margo Wilson), dla młodych doktorów (post-doktorantów) i in.